# Guoletisjaure
Guoletisjaure är en sjö i Arjeplogs kommun i Lappland och ingår i Skellefteälvens huvudavrinningsområde. Sjön har en area på 0,276 kvadratkilometer och ligger 508,3 meter över havet.

## Delavrinningsområde
Guoletisjaure ingår i det delavrinningsområde (734142-160444) som SMHI kallar för Inloppet i Sieksåvvun. Medelhöjden är 514 meter över havet och ytan är 24,44 kvadratkilometer. Räknas de 6 avrinningsområdena uppströms in blir den ackumulerade arean 87,51 kvadratkilometer. Båtsaströmmen som avvattnar avrinningsområdet har biflödesordning 2, vilket innebär att vattnet flödar genom totalt 2 vattendrag innan det når havet efter 289 kilometer. Avrinningsområdet består mestadels av skog (83 procent) och sankmarker (10 procent). Avrinningsområdet har 0,72 kvadratkilometer vattenytor vilket ger det en sjöprocent på 2,9 procent.